# 纽黑文市政厅
纽黑文市政厅（New Haven City Hall）位于康涅狄格州纽黑文市中心纽黑文绿地东侧，由Henry Austin设计，建于1861年。1975年列入国家史迹名录。该楼为维多利亚哥特式，历史上曾有钟楼。